# جبل برانسفيلد
 جبل برانسفيلد  هو جبل بارز مخروطي القمة ومغطى بالجليد، يبلغ ارتفاعه 760 مترًا (2490 قدمًا)، ويرتفع على مسافة 2 ميل بحري (3.7 كم؛ 2.3 ميل) جنوب غرب رأس دوبوزيت في الطرف الشمالي الشرقي لشبه الجزيرة القطبية الجنوبية. 

## الموقع
يقع جبل برانسفيلد جنوب شرق برايم هيد، الطرف الشمالي لشبه جزيرة ترينيتي، والتي تعد طرف شبه الجزيرة القطبية الجنوبية. ويقع شرق حقل موت سنوفيلد، وغرب مضيق أنتاركتيكا وشمال خليج هوب. ويواجه جزيرة برانسفيلد من الشرق. وتشمل المعالم القريبة كيب دوبوزيت من الشمال وصخرة كورنر وباهيا تشيكا من الجنوب.

## الاكتشاف والتسمية
تم اكتشاف جبل برانسفيلد بواسطة بعثة فرنسية، في الفترة من 1837 إلى 1840، بقيادة الكابتن جول دومون دورفيل، الذي أطلق عليه اسم إدوارد برانسفيلد، قائد البحرية الملكية، الذي أبحر حول جزر شيتلاند الجنوبية ورسم خرائطها في عام 1820.

## المميزات القريبة
تشمل المعالم القريبة، من الشمال إلى الجنوب:

### رأس دوبوزيت
```
رأس يمثل الطرف الشمالي الشرقي لشبه الجزيرة القطبية الجنوبية. تم رسمه على الخريطة في عام 1838 بواسطة بعثة فرنسية تحت قيادة الكابتن جول دومون دورفيل، الذي أطلق عليه اسم الملازم جوزيف دوبوزيت من سفينة البعثة زيلي. 
[
3
]
```

### تلة أوبزور
```
تلة يبلغ ارتفاعها 479 مترًا (1,572 قدمًا) عند الطرف الشمالي الشرقي لشبه جزيرة ترينيتي. تقع على بعد 2.46 كيلومتر (1.53 ميل) غرب-جنوب غرب كيب دوبوزيت، و1.18 كيلومتر (0.73 ميل) شمال جبل برانسفيلد و1.87 كيلومتر (1.16 ميل) شمال غرب تلة فيشغراد. تم رسم الخريطة الألمانية البريطانية في عام 1996. سميت على اسم مستوطنة أوبزور في شرق بلغاريا.
```

### تلة فيشغراد
```
سميت على اسم مستوطنة فيشيجراد في جنوب بلغاريا. 
[
4
]
```

### صخرة كورنر
نتوء صخري صغير ولكنه واضح على بعد 4 أميال بحرية (7.4 كم؛ 4.6 ميل) جنوب غرب كيب دوبوزيت. سميت من قبل لجنة أسماء الأماكن في أنتاركتيكا بالمملكة المتحدة (UK-APC) على اسم روي كورنر، عالم الأرصاد الجوية المساعد وعالم الجليد في خليج هوب، 1957-60، في مسح تبعيات جزر فوكلاند. 

### باهيا تشيكا
باهيا تشيكا (الخليج الصغير) هو خليج على ساحل شبه الجزيرة القطبية الجنوبية. أصل التسمية من الأرجنتين.